# Franciszka Amboise
Franciszka d'Amboise (ur. 28 września 1427 w Thouars; zm. 4 listopada 1485 w Nantes) – francuska Błogosławiona Kościoła katolickiego, księżna Bretanii jako żona Piotra II Bretońskiego.

## Życiorys
Była córką Ludwika d'Amboise, księcia Talmont i Marie-Louise de Rieux. W czasie wojny stuletniej jej matka wyjechała z nią i schroniła się na dworze księstwa Bretanii w Vannes, a następnie niedaleko Nantes. 
W 1430 roku została zaręczona z księciem Piotrem II Bretońskim. Wówczas Franciszka została oddana pod opiekę przyszłej teściowej — Joanną — siostrą króla Francji Karola VII. Kobieta charakteryzowała się wyjątkową pobożnością, którą zaszczepiła we Franciszce. 
W 1442 roku odbył się ślub Franciszki i Piotra. Zamieszkali wówczas na zamku Guincamp. Początki małżeństwa były ciężkie, gdyż kobieta była źle traktowana przez męża, który miał ponure usposobienie i był zazdrosny. Łagodność i silna wola z czasem pozwoliły Franciszce zmienić zachowanie męża, który zaczął pomagać jej w pracy charytatywnej. W 1450 roku zmarł brat Piotra, w wyniku czego odziedziczył księstwo Bretanii jako Piotr II został koronowany w Rennes. Wraz z żoną rozszerzyli działalność charytatywną na całe księstwo. 
Swój majątek przeznaczyła na dzieło powstającego konwentu klarysek w Nantes, a także wspomagała klasztor dominikański w tej samej miejscowości. Brała także udział w przygotowaniach do kanonizacji św. Wincentego Ferrera, którego żywot poznała dzięki teściowej.
Piotr zmarł nagle 22 września 1457 roku. Para nie miała dzieci, dlatego też Franciszka postanowiła, że swoje życie poświęci Bogu. Wstąpienie do klasztoru musiała odłożyć w czasie, gdyż byłą związana obowiązkami w służbie księstwu oraz planowano jej ożenek z królem Ludwikiem XI, któremu jednak odmówiła. Ostatecznie Franciszka uposażyła pierwszy we Francji żeński konwent karmelitański w Bondon. Patronkami nowego konwentu zostały Trzy Marie. W 1468 roku Franciszka rozpoczęła tam nowicjat, a rok później złożyła święcenia. W 1477 r. Franciszka założyła nowy konwent w Couëts pod wezwaniem Naszej Pani.
Franciszka zmarła 4 listopada 1485 roku mając 58 lat.
Została beatyfikowana przez papieża Piusa IX w dniu 16 lipca 1863 roku.